# Long Gone Days
Long Gone Days (с англ. — «Давно ушедшие дни») — антиутопическая ролевая видеоигра для Windows и OSX, разработанная BURA. Первоначально демо было написано, разработано и проиллюстрировано Камилой Гормаз, в нём был показан первый час истории, и оно было выпущено для Windows и OSX 13 мая 2017 года. Игра выпущена 18  февраля 2018 года.
В игре Long Gone Days игрок управляет Рурком (англ. Rourke), солдатом из подземной непризнанной страны, названной «Ядро», после того, как он был направлен с миссией в Калининград, Россия. Узнав правду об операции, в которой он участвовал, он решает дезертировать и найти способ предотвратить предстоящую войну, которую его родина хочет спровоцировать.
Демо получило в основном положительные отзывы, восхваляя его стиль и графику. Рецензенты особенно насладились использованием системы Морали, чтобы мотивировать других членов партии, а также актуальные проблемы, охватываемые сюжетом.

## Сюжет
Действие игры происходит на Земле, на данный момент, в неофициальной стране под названием «Ядро», точное местоположение которой неизвестно. В этом месте каждый человек обучается с рождения для своей работы, поэтому они могут стать экспертами к тому времени, когда станут взрослыми. Главный герой истории — Рурк — является военным снайпером, который никогда не бывал на поверхности. Он выбран в качестве последней замены для операции по оказанию помощи польским войскам в Калининграде, не задумываясь о проведении брифинга.
Во время этой миссии, после того, как игрок уничтожает цели, которые им были назначены для стрельбы, Рурк узнаёт, что все они были мирными жителями, и он рассказал военному медику отряда, Адэру (англ. Adair), что это на самом деле операция под фальшивым флагом. Рурк шокирован откровением, и по тому, что никто в его команде, похоже, не против военных преступлений, которые они совершают, и без долгих раздумий он, наконец, принимает решение дезертировать. Заинтригованный результатом Адэр решает следовать за Рурком вперёд.
Воспользовавшись своей специальностью, Адэр сообщает о ложной болезни, требующей перевода Рурка в ближайший полевой госпиталь, используя это как предлог для побега. Несмотря на то, что они идут в противоположном направлении от своих двух баз в Калининграде, их план быстро обнаруживается, поскольку их видят беспилотники и сослуживцы из соседней базы, о которых им не говорили, поэтому реализация операции намного больше, чем они были проинформированы.
Демо заканчивается тем, что Рурк и Адэр преследуются своими союзниками, поскольку они стали дезертирами и врагами Ядра, в то время как они пытаются обработать то, что они собираются делать с их жизнями с этого момента.

## Геймплей
Long Gone Days — это ролевая игра с элементами визуального романа, которая использует вид сверху. Она оснащена традиционным пошаговым RPG-боем, который позволяет игроку выбирать, какая часть тела врага нацелена. Поскольку в истории нет фантастических или сверхъестественных элементов, вместо магии герои полагаются на мораль. Эта характеристика может быть повышена или понижена по выбору, который игрок может выбрать во время диалогов и за пределами сражений, и это влияет на то, как каждый член команды будет выступать в битве. Если их мораль достигает нуля, персонаж теряет свою волю, чтобы сражаться.
Помимо пошаговых боёв, в игре также есть режим снайпера от первого лица, который состоит из поисковой механики.
Поскольку история разворачивается в реальном мире, NPC будут говорить на их родном языке в зависимости от страны, в которой находятся персонажи. Игрок может набирать устных переводчиков для того, чтобы купить в магазинах и выполнять задания.

## Разработка
Long Gone Days была первоначально задумана в 2003 году Гормаз как проект RPG Maker 2000, но только до 2015 года началась разработка демо. Игра была впервые анонсирована на форумах RPG Maker и TIG Source 17 января 2016 года. 13 мая была выпущена версия для Windows для демонстрации, а 14 июля был выпущен порт на OSX.
11 июля 2016 года Гормаз запустила краудфандинговую кампанию на сайте Indiegogo. Кампания достигла своей цели 11 августа 2016 года, заработав 21 300 долларов США, привлечёнными 567 людьми. По словам разработчика, игра будет длиться от 4 до 5 часов, и у неё будет два разных финала.

## Критика и отзывы
Демо Long Gone Days получило в целом положительные отзывы критиков, в основном оценивая художественный стиль и историю. Оно получило оценку 4,7/5 на Game Jolt на основе 480 рейтингов и 5/5 на itch.io.
Рецензенты высоко оценили фокус игры на использовании устных переводчиков, Мэдди Чилтон из Kill Screen комментировал: «Они не только добавляют реализм в игру, который касается международных военных, но и привносят в центр то, что люди часто забывают: это не только солдаты, стреляющие с пушек, которые крайне важны для войны».